# Genom

Der Chromosomensatz eines Mannes als Karyogramm dargestellt

Schematisches Karyogramm

Das Genom, auch Erbgut (oder Erbmasse) eines Lebewesens oder eines Virus, ist die Gesamtheit der materiellen Träger der vererbbaren Informationen einer Zelle oder eines Viruspartikels: Chromosomen, Desoxyribonukleinsäure (DNS = DNA) oder Ribonukleinsäure (RNS = RNA) bei RNA-Viren, bei denen RNA anstelle von DNA als Informationsträger dient. Im abstrakten Sinn versteht man darunter auch die Gesamtheit der vererbbaren Informationen (Gene) eines Individuums.
Die Bezeichnung Genom wurde, nach der durch Thomas Hunt Morgan gelungenen Verknüpfung der Chromosomentheorie der Vererbung mit der durch Wilhelm Johannsen aufgestellten Hypothese von Genen als Erbeinheiten, 1920 von Hans Winkler geprägt. Experimentelle Untersuchungen der Erbgutträger in der Zelle werden seit den 1920er Jahren durchgeführt. Das Teilgebiet der Genetik, das sich mit der Erforschung des Aufbaus von Genomen und der Wechselwirkungen zwischen Genen befasst, wird als Genomik (englisch genomics) bezeichnet.
Der Sprachgebrauch ist dabei in der Genetik nicht einheitlich. Im ursprünglichen Sinn bezieht sich das Genom nur auf den einfachen monoploiden DNA-Satz. Heute wird auch oft vom Genom allopolyploider Arten (mit mehreren unterschiedlichen Chromosomensätzen, wie Weizen) gesprochen; manchmal werden die unterschiedlichen Chromosomensätze dann als „Subgenom“ unterschieden. Meist wird aber das Kerngenom des Zellkerns unterschieden vom Genom der Zellorganellen, dem mitochondrialen Genom und dem Plastiden-Genom. Auch dies wird allerdings zwischen verschiedenen Autoren nicht einheitlich gehandhabt, so dass auch die Gesamtheit der Erbinformationen als Genom bezeichnet werden kann (was dann mit der Bedeutung des Fachbegriffs Genotyp überlappt).
Nach strenger Auslegung besitzt ein diploider Organismus zwei Genome: ein mütterliches (maternales), von der Mutter ererbtes und ein väterliches (paternales) vom Vater ererbtes, jeweils auf einem Chromosomensatz, ein einzelnes Genom hätte nur jeder Gamet. Bei der Genomanalyse können diese aber im Regelfall nicht unterschieden werden, so dass es sich eingebürgert hat, vom Genom eines Individuums zu sprechen. Dieser unklare Bezug auf den diploiden bzw. haploiden Satz führt etwa bei der Bestimmung der Genomgröße manchmal zu Missverständnissen. Oft wird sogar weiter verallgemeinert zum Genom einer Art, etwa dem menschlichen Genom. Dabei wird dann die individuelle Variation der verschiedenen Allele an einem Genlocus, allgemeiner die individuelle Verschiedenheit der individuellen Genotypen, in der Betrachtung vernachlässigt; man spricht vom Referenzgenom.

## Grundlagen
Die für die Vererbung von Eigenschaften und Merkmalen erforderliche und auf der Ebene der Zellen und der Individuen weitergegebene Information ist in der DNA enthalten, und zwar in der Sequenz (Abfolge) der DNA-Basen Adenin (A), Guanin (G), Cytosin (C) und Thymin (T). Ribonukleinsäuren verwenden anstelle des Thymins die Base Uracil (U). Jeweils drei aufeinanderfolgende Basen bedeuten nach der Regel des genetischen Codes eine Aminosäure.
Man unterscheidet codierende und nichtcodierende Abschnitte der DNA. Nach Maßgabe der Basensequenz der codierenden Abschnitte (Gene) werden im Zuge der Genexpression aus Aminosäuren Proteine gebildet. Aber auch nichtcodierende Bereiche können wichtige Funktionen aufweisen, so etwa bei der Genregulation. Außerdem gibt es die sogenannten Pseudogene: durch Mutationen funktionslos gewordene und vom Organismus nicht mehr abgelesene Gene.
Die meisten Organismen besitzen neben der chromosomalen DNA des Zellkerns (nukleäre DNA, auch Karyom genannt) weiteres genetisches Material in anderen Zellteilen. Eigene kleine Genome finden sich bei Eukaryoten (Tiere, Pflanzen, Pilze und Protisten) in Organellen:
- den Mitochondrien (Mitogenom, auch Chondriom) und teilweise in ihren Abkömmlingen, den Hydrogenosomen;
- bei Algen und Landpflanzen fast immer in den Chloroplasten und anderen Plastiden (Plastom).

Prokaryoten (Bakterien und Archaeen) enthalten vielfach zusätzliche, relativ kurze, in sich geschlossene DNA-Moleküle, die als Plasmide bezeichnet werden.

## Organisation von Genomen

### Eukaryoten
Bei den Eukaryoten besteht das Kern-Genom (Karyom oder Nucleom, nicht zu verwechseln mit dem „Kerngenom“ als Teil des Pangenoms) aus mehreren bis zahlreichen strangförmigen Chromosomen. Die Kern-DNA wird auch als nukleäre DNA (nDNA) bezeichnet. Die Anzahl der Chromosomen ist artspezifisch verschieden und kann zwischen zwei (beim Pferdespulwurm) und mehreren hundert (bei manchen Farnen) variieren. Außerdem ändert sich die Chromosomenzahl beim Wechsel der Kernphase (Meiose und Karyogamie). Charakteristisch für eukaryotische Genome ist weiterhin ein hoher Anteil an nichtcodierender DNA (beim Menschen etwa 95 %) und die Intron-Exon-Struktur der Gene.

### Prokaryoten
Bei den Prokaryoten liegt die DNA als langes, in sich geschlossenes Molekül vor. Daneben können kürzere, ebenfalls in sich geschlossene DNA-Moleküle, sogenannte Plasmide, in variabler Anzahl vorhanden sein. Diese können unabhängig von der Haupt-DNA vervielfältigt und an andere Prokaryotenzellen weitergegeben werden (Konjugation), auch über Artgrenzen hinweg. Sie enthalten in der Regel nur wenige Gene, die zum Beispiel Resistenzen gegen Antibiotika vermitteln.
Prokaryotische Genome sind im Allgemeinen wesentlich kleiner als eukaryotische. Sie enthalten relativ geringe nichtcodierende Anteile (5–20 %) und auch nur wenige oder gar keine Introns.

### Organellen
Die Genome der Mitochondrien/Hydrogenosomen und Plastiden sind – soweit vorhanden – wie prokaryotische Genome organisiert (vgl. Endosymbiontentheorie). Die ‚Mitogenome‘ (seltener auch ‚Chondriome‘, mtDNA) und ‚Plastome‘ (cpDNA, seltener ctDNA) enthalten jedoch nur einen geringen Teil der für die Funktion dieser Organellen benötigten Gene, weshalb diese Organellen als „semi-autonom“ bezeichnet werden.

### Viren
Virale Genome sind sehr klein, da in ihnen nur recht wenige Proteine codiert sind und die genetische Information zudem hochgradig verdichtet ist, indem etwa verschiedene Gene überlappen oder manche Abschnitte zugleich in beiden Leserichtungen als Gene fungieren können. Das virale Genom (auch Virom genannt) kann
- aus der DNA oder RNA bestehen,
- in mehrere Teile unsegmentiert (monopartit) oder segmentiert (multipartit: bipartit, tripartit, …) vorliegen,
- bei Riesenviren werden die Genomteile üblicherweise englisch scaffolds genannt, siehe z. B. Yasminevirus, Fadolivirus, …
- die Segmente können linear oder zirkulär geschlossen sein,
- und doppel- oder einzelsträngig vorliegen (im letzteren Fall mit unterschiedlicher Polarität); in einzelnen Fällen gibt es auch partiell doppelsträngige Genomsegmente.

Eine Besonderheit stellen die Retroviren dar, deren RNA-Genom mittels reverser Transkription in DNA „übersetzt“ und dann (wie auch bei vielen DNA-Viren) in das Wirtsgenom integriert werden kann. Geschieht das in der Keimbahn des Wirtsorganismus, wird das so endogenisierte Virus vererbt. Die Eigenschaften der Genome der Viren sind wichtige Kriterien bei deren Klassifizierung (Virusklassifikation).
Manche Viren und insbesondere Virophagen (Viren, die andere Viren parasitieren) haben mobile genetische Elemente (Transposons, Transpovirons, Polintons). Generell wird deren Gesamtheit auch als Mobilom bezeichnet.

### Viroide
Die genomische RNA der Viroide ist zwischen 241 und 401 Nukleotide kurz und enthält viele komplementäre Bereiche, die doppelsträngige Sekundärstrukturen ausbilden. Viroide haben keine zusätzliche Hülle und sind 80- bis 100-fach kleiner als die kleinsten Viren. Sie vermehren sich innerhalb lebender Zellen höherer Pflanzen.

## Genomgrößen
Als Genomgröße wird die in einem Genom vorhandene Menge an DNA bezeichnet. Bei Eukaryoten bezieht sich diese Angabe gewöhnlich auf den haploiden Chromosomensatz, dies wird auch als C-Wert bezeichnet. Es wird entweder die Anzahl der vorhandenen Basenpaare (bp) oder die Masse der DNA in der Einheit pg (Pikogramm) angegeben. 1 pg doppelsträngiger DNA besteht aus etwa 0,978·109 bp, also aus knapp einer Milliarde Basenpaaren. Üblich sind auch die Bezeichnungen Kilo-Basenpaar (kbp oder kb) für 1.000 Basenpaare und Mega-Basenpaar (Mbp oder Mb) für eine Million Basenpaare.
Nach neueren Untersuchungen besitzt der Südamerikanische Lungenfisch (Lepidosiren paradoxa) mit 80 pg (7,84 × 1010 bp) das größte bisher bekannte tierische Genom. Ältere, aber wohl ungenauere Untersuchungen zeigen mit etwa 133 pg noch größere Genome, die ebenfalls bei Lungenfischen, allerdings bei der afrikanischen Art Äthiopischer Lungenfisch (Protopterus aethiopicus) gefunden wurden. Mit 0,04 pg (weniger als 50 Millionen Basenpaare) besitzt das zum primitiven Tierstamm Placozoa gehörende, auf Algen lebende, etwa 2 mm große, wenig differenzierte Trichoplax adhaerens das kleinste bisher bekannte tierische Genom. Die Zahl der Basenpaare des Darmbakteriums Escherichia coli ist nur um einen Faktor 10 kleiner. Das kleinste bisher quantifizierte bakterielle Genom besitzt der Blattfloh-Endosymbiont Carsonella ruddii: Sein zirkuläres DNA-Molekül enthält nur knapp 160.000 Basenpaare, in denen sämtliche Informationen gespeichert sind, die er zum Leben braucht.
| \| Organismus \| Genomgröße1 \| Gene \| Gendichte2 \| \| ------------------------------------------ \| --------------- \| ------- \| ---------- \| \| PSTVd \| 359 \| 0 \| 0 \| \| HIV[13] \| 9.700 \| \| \| \| Bakteriophage Lambda (Virus) \| 50.000 \| \| \| \| Carsonella ruddii (Blattfloh-Endosymbiont) \| 160.000 \| 182 \| 1.138 \| \| Escherichia coli (Darmbakterium) \| 4.600.000 \| 4.500 \| 900 \| \| Backhefe Saccharomyces cerevisiae \| 13.000.000 \| 6.000 \| 300 \| \| Trichoplax adhaerens (Plattentiere) \| 40.000.000 \| 11.500 \| 287,5 \| \| Caenorhabditis elegans (Fadenwurm) \| 80.000.000 \| 19.000 \| 200 \| \| Acker-Schmalwand Arabidopsis thaliana \| 100.000.000 \| 25.500 \| 255 \| \| Drosophila melanogaster (Taufliege) \| 200.000.000 \| 13.500 \| 70 \| \| Daphnia pulex (Wasserfloh)[14] \| 200.000.000 \| 31.000 \| 155 \| \| Kugelfisch Takifugu rubripes \| 365.000.000 \| \| \| \| Gemüsekohl Brassica oleracea \| 5,99–8,68 × 108 \| 100.000 \| 167-115 \| \| Mensch Homo sapiens \| 3,1 × 109[15] \| 23.000 \| 7 \| \| Teichmolch Triturus vulgaris \| 2,5 × 1010 \| \| \| \| Lungenfische Lepidosiren paradoxa \| 7,8 × 1010 \| \| \| \| Gabelfarn Tmesipteris oblanceolata \| 16 × 1010[16] \| \| \| |                 |         |            |
| 1in Basenpaaren bzw. Nukleotiden 2Anzahl der Gene pro Millionen Basenpaare |                 |         |            |
| Organismus | Genomgröße1     | Gene    | Gendichte2 |
| PSTVd | 359             | 0       | 0          |
| HIV | 9.700           |         |            |
| Bakteriophage Lambda (Virus) | 50.000          |         |            |
| Carsonella ruddii (Blattfloh-Endosymbiont) | 160.000         | 182     | 1.138      |
| Escherichia coli (Darmbakterium) | 4.600.000       | 4.500   | 900        |
| Backhefe Saccharomyces cerevisiae | 13.000.000      | 6.000   | 300        |
| Trichoplax adhaerens (Plattentiere) | 40.000.000      | 11.500  | 287,5      |
| Caenorhabditis elegans (Fadenwurm) | 80.000.000      | 19.000  | 200        |
| Acker-Schmalwand Arabidopsis thaliana | 100.000.000     | 25.500  | 255        |
| Drosophila melanogaster (Taufliege) | 200.000.000     | 13.500  | 70         |
| Daphnia pulex (Wasserfloh) | 200.000.000     | 31.000  | 155        |
| Kugelfisch Takifugu rubripes | 365.000.000     |         |            |
| Gemüsekohl Brassica oleracea | 5,99–8,68 × 108 | 100.000 | 167-115    |
| Mensch Homo sapiens | 3,1 × 109       | 23.000  | 7          |
| Teichmolch Triturus vulgaris | 2,5 × 1010      |         |            |
| Lungenfische Lepidosiren paradoxa | 7,8 × 1010      |         |            |
| Gabelfarn Tmesipteris oblanceolata | 16 × 1010       |         |            |

Stand 2020 hat das haploide Genom einer menschlichen Zelle eine Länge von etwa 3,1 Milliarden Basenpaaren. Bei einem diploiden Genom und einer Länge von 0,34 nm pro Basenpaar ergibt sich damit in jedem Zellkern eine Gesamtlänge von gut zwei 2 Metern DNA.
Ein Vergleich der Genomgröße mit der Komplexität und dem Organisationsgrad des Organismus ergibt keinen klaren Zusammenhang. So haben Schwanzlurche größere Genome als Reptilien, Vögel und Säugetiere. Lungenfische und Knorpelfische haben größere Genome als Echte Knochenfische, und innerhalb von Taxa wie den Blütenpflanzen oder Protozoen variiert die Genomgröße in hohem Maß. Dies wird als „C-Wert-Paradoxon“ bezeichnet. Die größte DNA-Menge weisen einfache Eukaryoten wie einige Amöben sowie die Urfarne mit rund einer Billion Basenpaaren auf. Diese Arten enthalten einzelne Gene als tausendfache Kopien und lange, nicht proteincodierende Abschnitte.

## Sequenzierte Genome
Die DNA von Genomen verschiedener Organismen, die entweder für die medizinisch-pharmazeutische oder anwendungsorientierte Forschung oder auch für die Grundlagenforschung relevant sind, wurde annähernd vollständig „sequenziert“ (man spricht auch umgangssprachlich von „Entschlüsseln“), das heißt, ihre Basensequenz wurde ermittelt (per DNA-Sequenzierung, teilweise nach einer Genomamplifikation). Die Basensequenzen werden über das Internet u. a. vom NCBI bereitgestellt.
Übersichten
- Quick Guide to Sequenced Genomes (GNN) (Übersichtsseite, in alphabetischer Ordnung findet man bisher sequenzierte Organismen mit Abbildungen, Kurzinformationen, für die Sequenzierung verantwortliche Institution und relevante Literatur mit Links)
- NCBI Resources Genome

Einzelne Genome
- Archaeen – Archaeen
- Bakterien – Bakterien
  - Escherichia coli – Colibakterien
- Eukaryoten – Eukaryoten
  - Siehe auch: Liste von sequenzierten eukaryontischen Genomen
  - Homo sapiens – Mensch und bei hapmap.org
  - Felis catus – Hauskatze
  - Mus musculus – Hausmaus
  - Drosophila melanogaster – Taufliege
  - Arabidopsis thaliana – Ackerschmalwand
  - Oryza sativa – Reis
  - Physcomitrella patens – kleines Blasenmützenmoos[19]

## Pangenom
Das Pangenom bezeichnet die Gesamtheit der Gene in einer Art (Spezies), die eine Fortpflanzungsgemeinschaft darstellt. Das Pangenom umfasst zwei Untergruppen: Das Kerngenom (nicht zu verwechseln mit den Nucleom, dem Genom des Zellkerns bei Eukaryoten), das die Gene umfasst, die in jedem Mitglied der Spezies vorkommen und das variable (akzessorische) Genom, das die Gene beinhaltet, die nur in einzelnen Mitgliedern der Art vorhanden sind. Das Pangenom wurde zunächst bei Bakterien beschrieben, bei denen ein horizontaler Gentransfer zwischen verschiedenen Organismen häufig vorkommt. Bei Pflanzen wurde das Pangenom erst nach DNA-Sequenzierung des vollständigen Genoms verschiedener Varietäten einer Art nachgewiesen. Der Anteil des variablen Genoms schwankt zwischen 19 % beim Gemüsekohl (Brassica oleracea) und 62 % bei der Gerste (Hordeum vulgare). Es ist zu beachten, dass diese Zahlen durch die Anzahl der sequenzierten Varietäten beeinflusst werden. Ein Vergleich von Nutzpflanzen mit der entsprechenden Wildform zeigt, dass häufig Gene bei der Domestizierung verloren gehen. Da diese Gene für erwünschte Eigenschaften codieren können (z. B. Resistenzgene), ist es von Interesse diese Gene in Nutzpflanzen zurückzuführen (siehe Grüne Gentechnik).